# Шампо-ан-Морван
Шампо́-ан-Морва́н (фр. Champeau-en-Morvan) — коммуна во Франции, находится в регионе Бургундия. Департамент коммуны — Кот-д’Ор. Входит в состав кантона Сольё. Округ коммуны — Монбар.
Код INSEE коммуны — 21139.

## Население
Население коммуны на 2010 год составляло 247 человек.
| 1962 | 1968 | 1975 | 1982 | 1990 | 1999 | 2010 |
| ---- | ---- | ---- | ---- | ---- | ---- | ---- |
| 416  | 318  | 305  | 276  | 280  | 237  | 247  |

## Экономика
В 2010 году среди 135 человек трудоспособного возраста (15—64 лет) 100 были экономически активными, 35 — неактивными (показатель активности — 74,1 %, в 1999 году было 66,2 %). Из 100 активных жителей работали 86 человек (49 мужчин и 37 женщин), безработных было 14 (8 мужчин и 6 женщин). Среди 35 неактивных 2 человека были учениками или студентами, 25 — пенсионерами, 8 были неактивными по другим причинам.